# تپه واوان
تپه واوان با قدمتی به دوران اشکانیان و به شمارهٔ ثبت ۱۹۵۵ در تاریخ ۱۳۷۶/۰۹/۱۶ به ثبت آثار ملی ایران رسید. این تپه دراستان تهران، شهرستان اسلامشهر، بخش مرکزی، شهرک واوان قرار دارد.قدمت تپه واوان به دوران فرمانروایی ساسانیان رسیده‌است. تپه دارای دو لایه بوده که لایه زیرین آن مربوط به عصر ساسانی و لایه‌های بالایی آن به دوره آل بویه و سلجوقیان مرتبط است.